# Kurt Andersen
Kurt Georg Heinrich Andersen (* 2. Oktober 1898 in Hohenrade; † 9. Januar 2003 in Bonn) war ein deutscher Brigadegeneral im Bundesgrenzschutz (BGS) sowie dessen Inspekteur.

## Leben
Andersen trat als Kriegsfreiwilliger im Alter von 16 Jahren in das Grenadier-Regiment „König Friedrich Wilhelm I.“ (2. Ostpreußisches) Nr. 3 und diente im Ersten Weltkrieg. Nach Ende des Krieges war er Mitglied in einem Freikorps im Baltikum. Später trat er dann in die Polizei ein. 1935 wechselte Andersen zur Luftwaffe. Im Zweiten Weltkrieg wirkte er u. a. als Kommandeur des Flak-Regiments 153 und wurde am 21. Dezember 1942 mit dem Ritterkreuz des Eisernen Kreuzes ausgezeichnet. Im weiteren Kriegsverlauf fungierte Andersen als Kommandeur der Flakartillerieschule II in Stolpmünde, als Kommandeur der Luftkriegsschule 6 sowie Inspekteur der Flakartillerie Ost.  Ab dem 30. Januar 1945 bis zum Kriegsende war er Kommandeur der 23. Flak-Division. In dieser Position wurde er am 17. Februar 1945 zum Generalmajor befördert.
Nach dem Zweiten Weltkrieg trat er in den Bundesgrenzschutz ein. Zunächst leitete Andersen als Oberst i. BGS den Aufstellungsstab West, aus dem später das Grenzschutzkommando Mitte hervorging. Danach wurde er jeweils für zwei Jahre zum Kommandeur der Grenzschutzschulen und des Grenzschutzkommandos Küste ernannt. Vom 10. Juli 1956 bis 31. März 1961 war er Inspekteur des BGS. Anlässlich seiner Verabschiedung erhielt Andersen das Große Verdienstkreuz der Bundesrepublik Deutschland.